# Iglesia de San Pedro (Caracena)

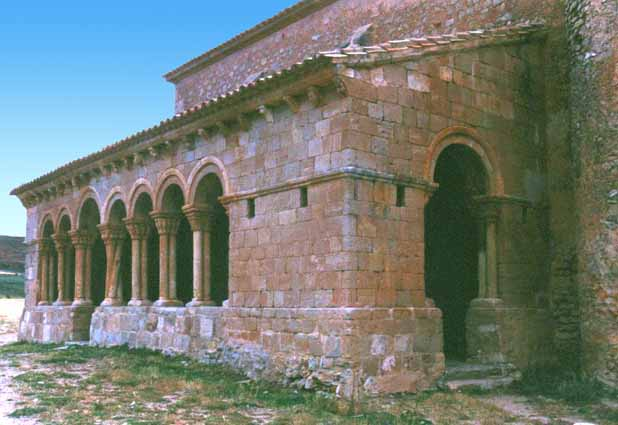
La galería porticada. En ella merece destacarse sus curiosas galerías torsadas, recurso ornamental que no aparece con demasiada frecuencia en el arte románico. La galería fue realizada con una cuidada sillería de piedra arenisca. Presenta un total de siete arcos de medio punto como indica el prototipo ortodoxo de galería porticada.

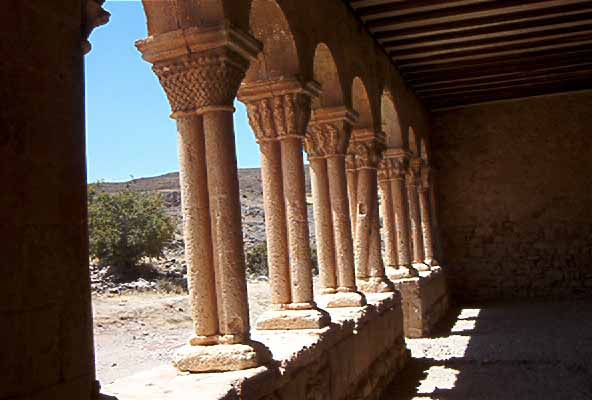
Vista interior de la galería.

La iglesia románica de San Pedro, en Caracena (Soria) es un edificio religioso que, por sus valores históricos y artísticos fue declarada Monumento Nacional el 23 de diciembre de 1935.

## Descripción
Originariamente, es decir, en la primera mitad del siglo XII esta iglesia estuvo formada por una nave, presbiterio y ábside semicircular. Posteriormente, pero dentro del mismo siglo XII, se le adosó a su fachada sur una galería porticada de nueve arcos, de los que, en sucesivas reformas, se han perdido los dos del extremo occidental, a la vez que se ha acortado la longitud de la nave en la misma medida. Juan Antonio Gaya Nuño debió entender que la disposición actual lo era desde su origen, por eso en su documentada compilación sobre “El románico en la provincia de Soria”, refiriéndose a esta galería, dice: “... y siete arcos en el frente meridional, de los cuales el tercero es la puerta, rompiendo así la estructura consagrada en la región de la puerta central y relacionándose estrechamente con la idéntica ordenación de la galería de la iglesia de Jaramillo de la Fuente”. En efecto, la estructura habitual de las arquerías en la zona es la que tiene número impar de arcos, haciendo el central de portada. Y así fue también aquí, según ha quedado demostrado tras las excavaciones de 1986.
A pesar de las reconstrucciones, se conservan los primitivos canecillos del alero del ábside que exhiben diversas figuras: un hombre labrando la tierra, otro tocando una trompeta, algún animal cuadrúpedo, caras de dragones, etc. Son destacables también los canecillos figurativos que soportan el alero trenzado de la galería.
Lo que suscita mayor interés es la galería en su conjunto. Tiene, como ya se ha dicho, siete arcos en su frente meridional y uno en el lado oriental; por occidente se cierra con muro ciego. El arco del lado de levante y el tercero de la otra arcada contando desde poniente conforman sendas portadas de acceso al atrio. Además de tener sus huecos rasgados hasta el suelo, se diferencian de los demás arcos por su mayor luz y porque las chambranas que los contornean están decoradas. Las columnas sobre las que apoyan los arcos son de doble fuste, a excepción de las que flanquean la puerta sur que son cuádruples; de éstas, la de la derecha entrando tiene los fustes torsados.
Son los capiteles lo más meritorio de todo el templo, comparables a los de la vecina y coetánea iglesia de Santa María de Tiermes. Hay ocho en la arquería principal y dos en el arco lateral. En el primero se representa un centauro provisto de un arco en actitud de dispararlo, escoltado por dos pájaros de figura parecida a los que se ven en Silos. En el segundo, dos caballeros sobre sus cabalgaduras se enfrentan con las lanzas en ristre, mientras que otro igualmente armado acomete a un guerrero a pie que empuña su espada. En el tercero, un pájaro, también éste del estilo de los de Silos, posado sobre un cuadrúpedo que vuelva la cabeza hacia atrás, escena que se repite duplicada en cada uno de los cuatro lados del capitel. En el cuarto también se repite la misma escena en los cuatro lados: dos grifos, esos animales fabulosos medio águilas medio leones, afrontados por los cuartos traseros y con las alas desplegadas, en cuyos cuellos se enredan unos tallos floridos. En el quinto, el pasaje del Nuevo Testamento en el que se narra la resurrección: el sepulcro vacío custodiado por soldados adormecidos, en el que dos ángeles y otras figuras parecen observar la ausencia del cadáver que en él yacía. Es similar a otro capitel homólogo de Tiermes deteriorado e incompleto. El sexto, doce figuras de pie (pudieran ser los doce apóstoles) de personajes arropados en túnicas y con una especie de bonete en la cabeza. El séptimo, un entrelazado de cestería, al modo del de Tiermes o de los de Silos. El octavo, un motivo vegetal a base de doble fila de palmetas. El noveno, o sea, el primero de la pareja del arco oriental, el monstruo apocalíptico de site cabezas que muerde a un animal cuadrumano. El décimo y último representa una escena de caza en la que tres hombres se disponen a la caza de un jabalí ayudados por dos perros, uno de los cuales se ha montado sobre el puerco.

Detalles del pórtico
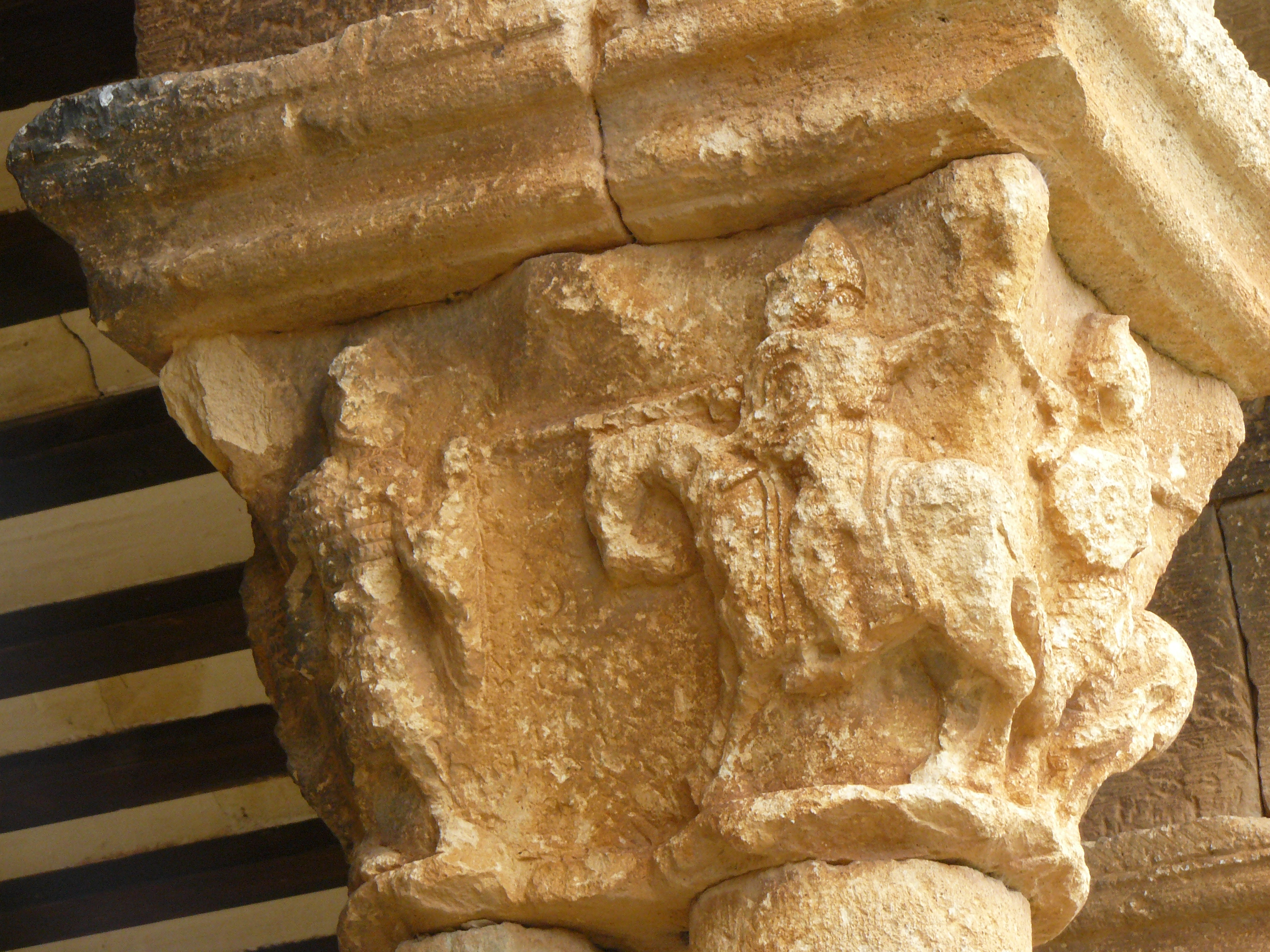
Capitel, torneo de caballeros.
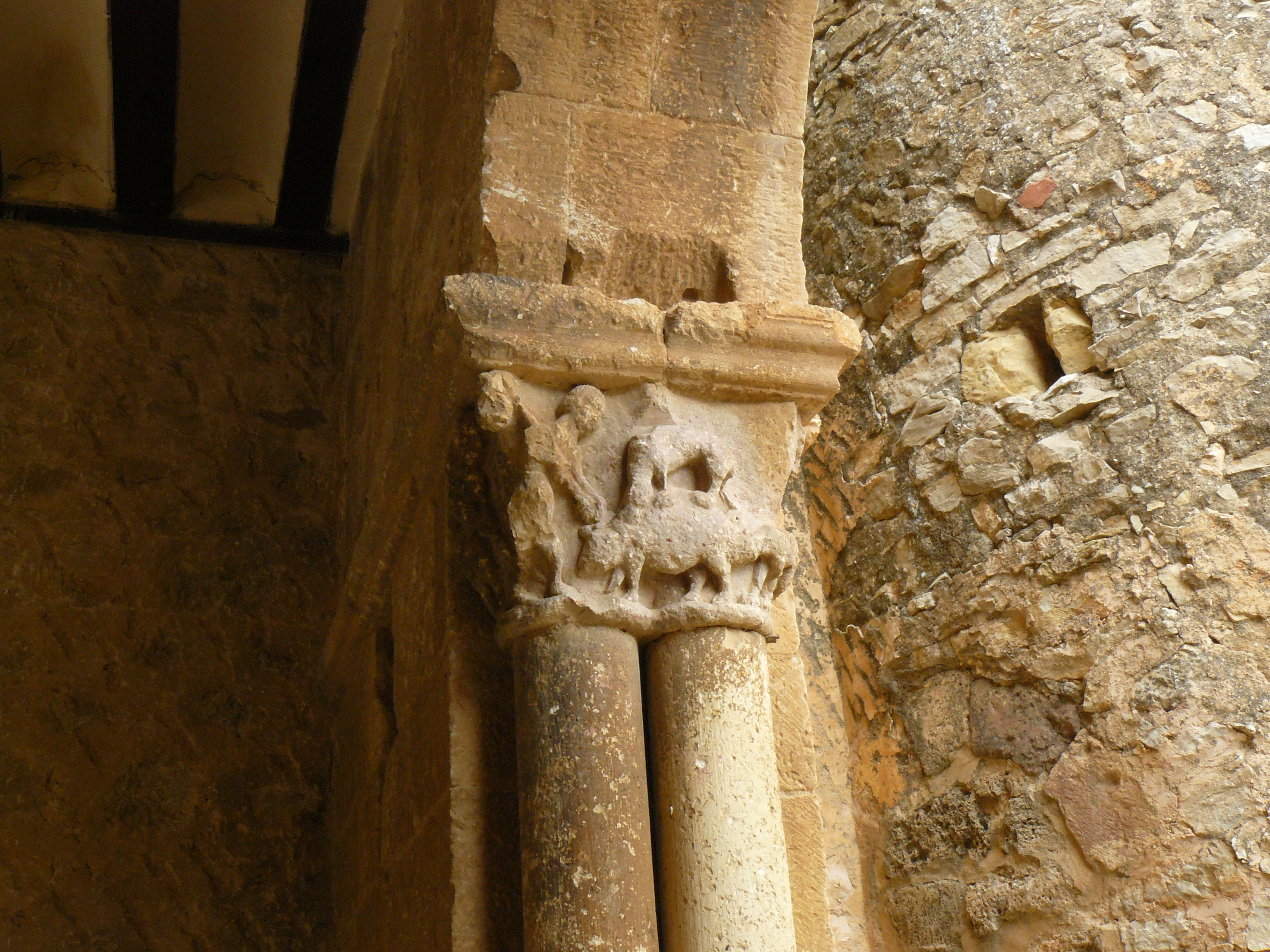
Capitel, la caza del jabalí.
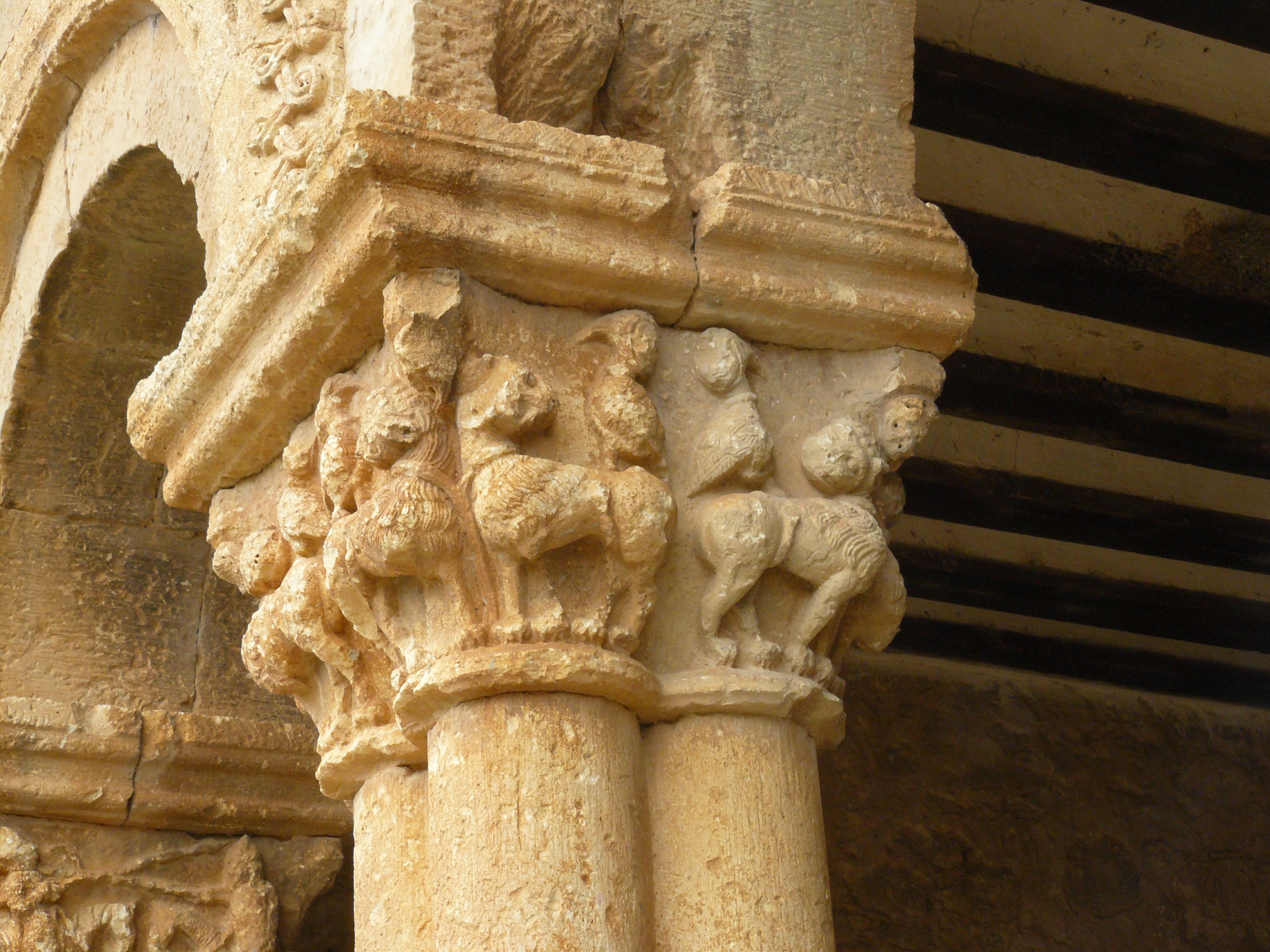
Capitel, las doce figuras encapuchadas.
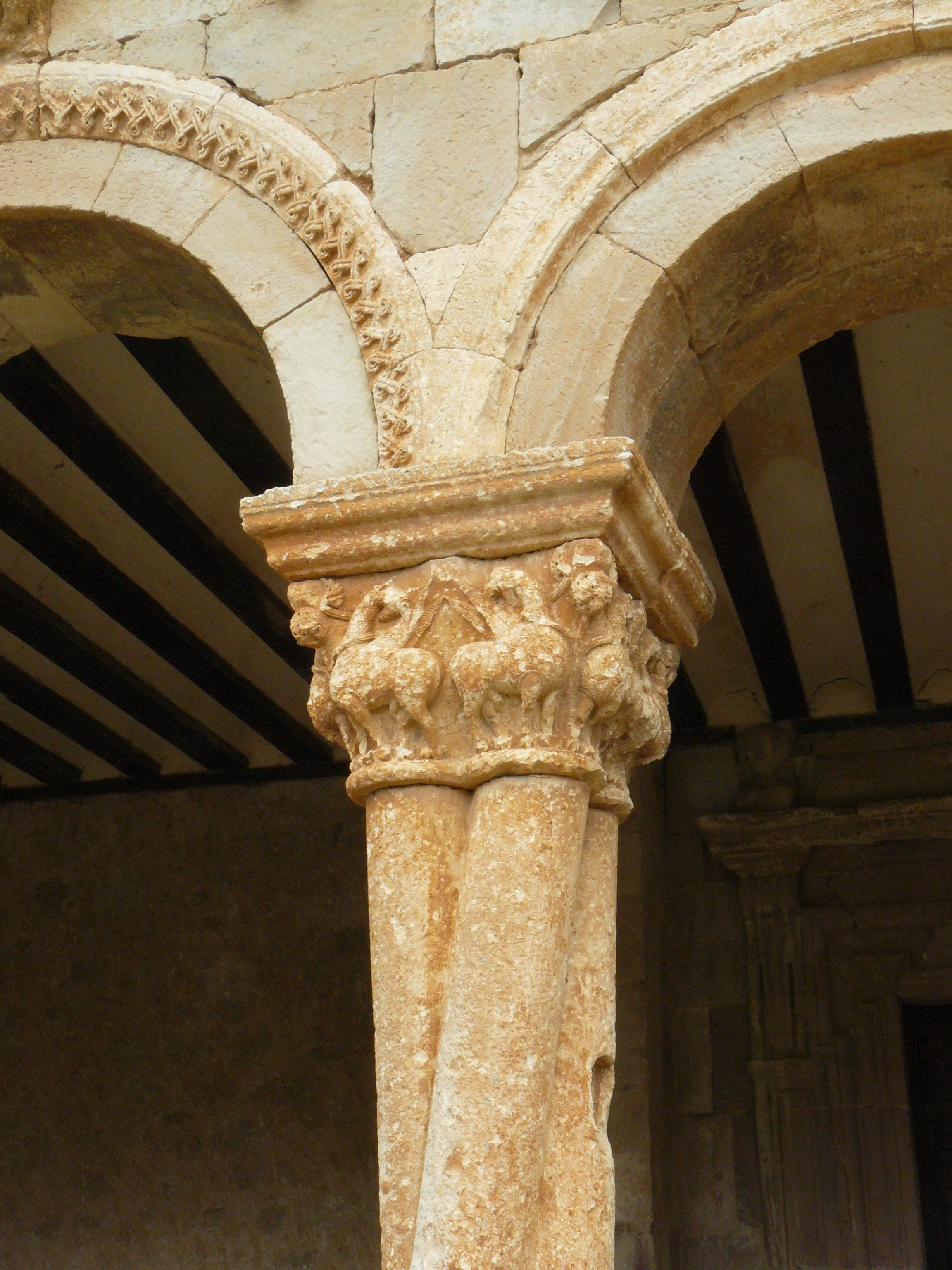
Capitel, grifos.
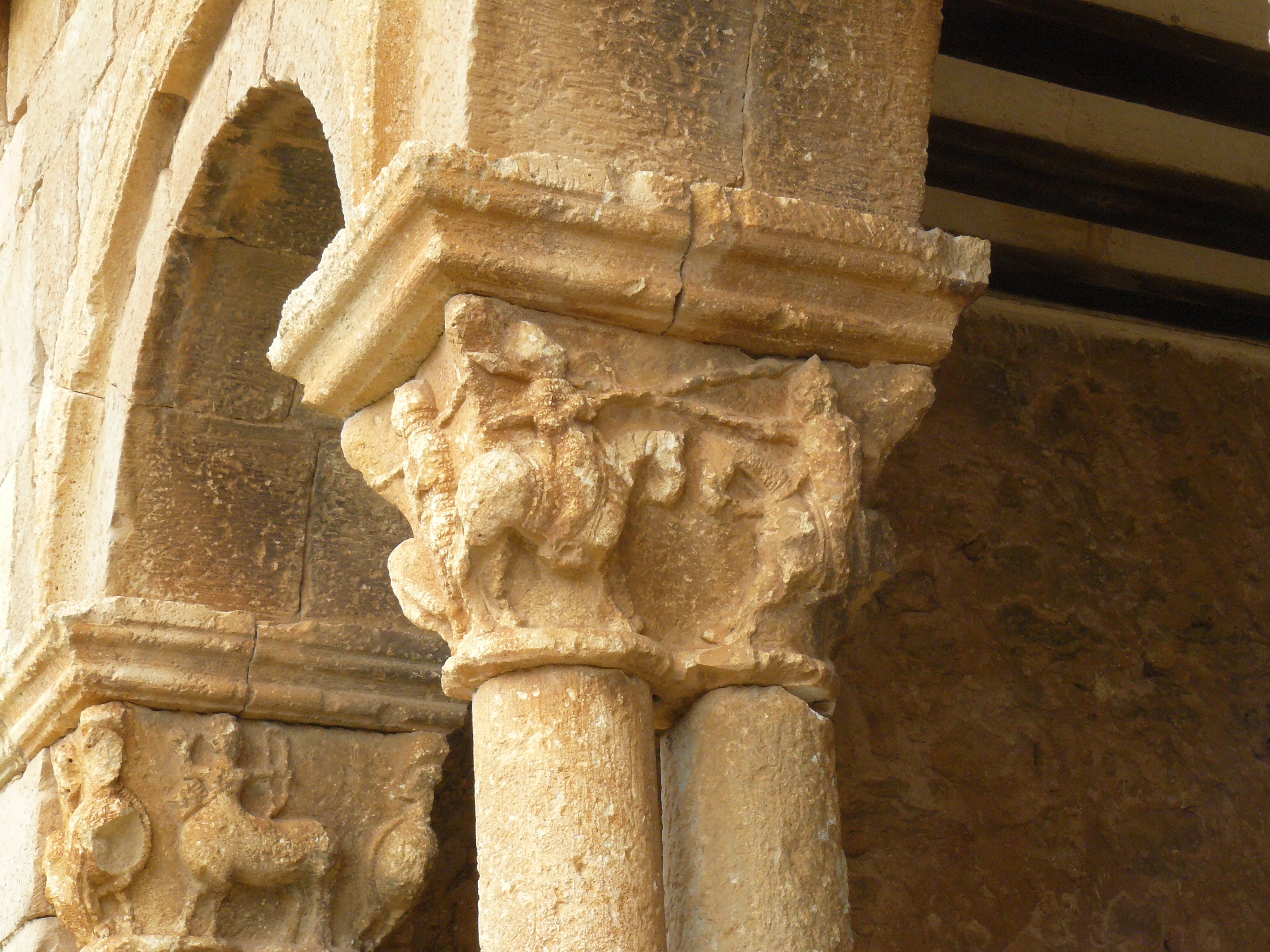
Capitel, caballeros embistiendo.